# Badminton vid olympiska sommarspelen för ungdomar 2018
Badminton vid olympiska sommarspelen för ungdomar 2018 avhölls i Tecnópolis Arena i Buenos Aires den 7–12 oktober.

## Medaljörer
| Gren                         | Guld | Silver | Brons |
| Pojkar singel Detaljer...    | Li Shifeng Kina | Lakshya Sen Indien | Kodai Naraoka Japan |
| Flickor singel Detaljer...   | Goh Jin Wei Malaysia | Wang Zhiyi Kina | Phittayaporn Chaiwan Thailand |
| Mixad lagstafett Detaljer... | Alpha · Lakshya Sen · Indien · Giovanni Toti · Italien · Vannthoun Vath · Kambodja · Brian Yang · Kanada · Hasini Nusaka Ambalangodage · Sri Lanka · Maria Delcheva · Bulgarien · Jennie Gai · USA · Ashwathi Pillai · Sverige | Omega · Markus Barth · Norge · Oscar Guo · Nya Zeeland · Chang Ho Kim · Fiji · Kunlavut Vitidsarn · Thailand · Huang Yin-hsuan · Kinesiska Taipei · Léonice Huet · Frankrike · Anastasiya Prozorova · Ukraina · Vũ Thị Anh Thư · Vietnam | Theta · Julien Carraggi · Belgien · Mohamed Mostafa Kamel · Egypten · Kodai Naraoka · Japan · Lukas Resch · Tyskland · Zecily Fung · Australien · Jaqueline Lima · Brasilien · Hirari Mizui · Japan · Tereza Švábíková · Tjeckien |